# Sinowi Schenderowitsch Tolkatschow
Sinowi Schenderowitsch Tolkatschow (russisch Зиновий Шендерович Толкачёв; * 23. Februar 1903 in Schtschadryn, Gouvernement Minsk, Russisches Kaiserreich; † 1977 in Kiew) war ein sowjetischer Maler.
Tolkatschew war Professor an der Kunsthochschule in Kiew. Im Sommer 1941 wurde er in die Rote Armee eingezogen. Er nahm an der Befreiung von Majdanek und Auschwitz teil und dokumentierte das Grauen in Zeichnungen.
Nach seinem Tode gaben seine Kinder diese Zeichnungen an die Gedenkstätte Yad Vashem in Jerusalem, die sie für Wanderausstellungen im Gedenken an die Opfer des Nationalsozialismus aufbereitete.